# Ziribári 2. sz. barlang
A Ziribári 2. sz. barlang a Duna–Ipoly Nemzeti Park területén lévő Pilis hegységben található egyik barlang.

## Leírás
Csobánka szélén, a Ziribár fő csúcsától ÉNy-ra 60 m-re, a Ziribár gerincén végighaladó (Csobánkától Pilisszántóig tartó) gerincösvénytől jobbra, sziklafal tövében van a barlang bejárata. A 4 m hosszú jelentéktelen kőfülke karsztvízszint alatt oldódott ki. A barlangban nincs említésre méltó mennyiségű képződmény. Az aljzatát avar borítja vastagon. Kőzettörmelék is található az aljzaton, amelynek egy része a barlang mennyezetéről szakadt le. Az engedély nélkül megtekinthető barlang barlangjáró alapfelszerelés nélkül járható.
1997-ben volt először Ziribári 2. sz. barlang néven említve a barlang, a Sásdi László által rajzolt térképen.

## Kutatástörténet
Az 1948. évi Hidrológiai Közlönyben publikálva lett, hogy a Hosszú-hegy kiemelkedésével alábbszállt a Hosszú-hegyben a karsztvízszint és megszűnt a működése a Ziribári-, Hosszúhegyi-, Pilisszántói- és Szurdokvölgyi-barlangok forrássorozatának. 1997. április 27-én Sásdi László és Kovács Richárd mérte fel a barlangot. A felmérés alapján Sásdi László szerkesztett 1:100 méretarányú alaprajz térképet és hosszmetszet térképet.
Szokol Adrienn 2011-es kéziratában található egy helyszínrajz, amelyen a 4830-as barlangkataszteri terület barlangjainak földrajzi elhelyezkedése látható. Az ábrán meg lett jelölve a barlang földrajzi elhelyezkedése. A Ziribári 2. sz. barlang a Ziribári-hegyen, 387 m tszf. magasságban nyílik. A 3,8 m hosszú és 1 m függőleges kiterjedésű barlangban cseppkő található.